# تارون ووسکانیان

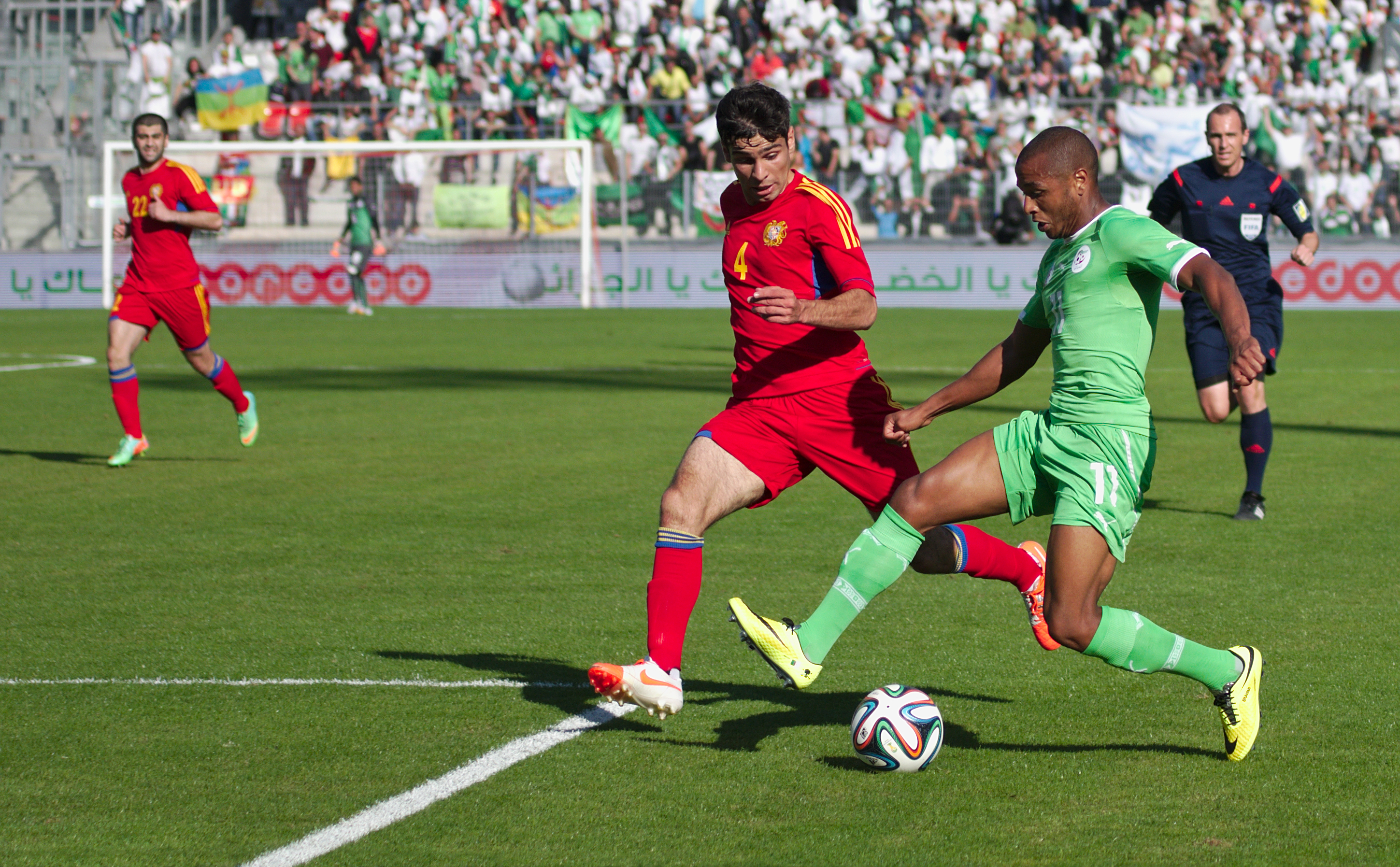
در جریان بازی ارمنستان و الجزایر، ۳۱ مه ۲۰۱۴

تارون هنریکی ووسکانیان (ارمنی: Տարոն Հենրիկի Ոսկանյան؛ زادهٔ ۲۲ فوریهٔ ۱۹۹۳ در ایروان) یک بازیکن فوتبال در پست مدافع اهل ارمنستان است.

## باشگاهی
از باشگاه‌هایی که در آن بازی کرده‌است می‌توان به پیونیک، نئا سالامیس فاماگوستا و آلاشکرت اشاره کرد.

## تیم ملی
وی همچنین در زیر ۱۹ سال ارمنستان، زیر ۲۱ سال ارمنستان و تیم ملی فوتبال ارمنستان بازی کرده‌است. نخستین بازی ملی خود را که یک بازی دوستانه بود در تاریخ ۱۴ نوامبر ۲۰۱۲ در ایروان در مقابل لیتوانی انجام داده‌است.

## افتخارات

### باشگاهی
پیونیک
- قهرمانی لیگ برتر فوتبال ارمنستان (۲۰۱۱)
- قهرمانی سوپر جام فوتبال ارمنستان (۲۰۱۱)
- قهرمانی جام حذفی فوتبال ارمنستان (۲۰۱۳)